# Остров проклятых
«Остров проклятых» (англ. Shutter Island) — роман американского писателя Денниса Лихейна, опубликованный HarperCollins в апреле 2003 года. Он рассказывает о маршале США, который отправляется в изолированную больницу для преступников, чтобы расследовать исчезновение пациентки, которая является убийцей. Лихейн сказал, что он хотел написать роман, который был бы данью уважения готике, фильмам категории B и pulp-журналам. Он описал роман как гибрид работ сёстёр Бронте и фильма «Вторжение похитителей тел». Его намерение состояло в том, чтобы поставить главных героев в положении, когда им не хватало ресурсов XX века, таких как радиосвязь. Он также структурировал книгу так, чтобы она была «более напряжённой», чем его предыдущая книга, «Таинственная река».
Лихейн был вдохновлён больницей и территориями на Лонг-Айленде в Бостонской гавани для модели больницы и острова. Лихейн посетил его во время метели 1978 года в детстве со своими дядей и семьёй.
Экранизация романа, адаптированная Лаэтой Калогридис и снятая Мартином Скорсезе, была выпущена 19 февраля 2010 года.

## Сюжет
В 1954 году овдовевший маршал США Эдвард «Тедди» Дэниелс и его новый напарник, Чак Оул, отправляются на пароме на Остров проклятых, где находится Эшклиффская лечебница для душевнобольных преступников, чтобы расследовать исчезновение пациентки Рэйчел Соландо (которая была заключена в тюрьму за утопление трёх своих детей). Несмотря на то, что её содержат в камере под постоянным наблюдением, она сбежала из больницы и острова.
В комнате Рэйчел Тедди и Чак обнаруживают код, который Тедди ломает. Он считает, что код указывает на 67-го пациента, а больничные записи показывают, что в больнице 66 пациентов. Тедди также хочет отомстить за смерть своей жены Долорес, которая была убита двумя годами ранее человеком по имени Эндрю Леддис, который, по его мнению, является пациентом в больнице. Во время Второй мировой войны Тедди помог освободить Дахау. После того, как ураган Кэрол обрушился на остров, Тедди и Чак осматривают палату C, где, как считает Тедди, проводятся правительственные эксперименты с психотропными препаратами. Тедди встречает Джорджа Нойса, пациента, который говорит, что всё — сложная игра, разработанная для него, и что Чаку нельзя доверять.
Когда Тедди и Чак возвращаются в главный район больницы, они разделяются. Тедди обнаруживает женщину (в морской пещере), которая говорит, что она настоящая Рэйчел Соландо. Она говорит ему, что она была психиатром в больнице, и после того, как обнаружила незаконные эксперименты, которые они проводят, она была заключена, как пациентка. Она сбежала и пряталась в разных местах на острове. Она говорит ему позаботиться о еде, лекарствах и сигаретах, которые были пропитаны психотропными препаратами. После возвращения в больницу Тедди не может найти Чака, и ему говорят, что у него нет напарника. Он сбегает и пытается спасти Чака на маяке, где, по его мнению, проводятся эксперименты. На вершине маяка он находит только администратора больницы доктора Коули, сидящего за столом. Коули говорит Тедди, что он сам на самом деле Эндрю Леддис (анаграмма Эдварда Дэниелса) и что он был пациентом в течение двух лет за убийство своей жены, Долорес Ченел (анаграмма Рэйчел Соландо), после того, как она убила их троих детей.
Эндрю/Тедди отказывается в это верить и принимает крайние меры, чтобы опровергнуть это, хватая то, что он считает своим пистолетом, и пытаясь застрелить доктора Коули; но оружие — это игрушечный водяной пистолет. Затем входит Чак, раскрывая, что он психиатр Эндрю, доктор Лестер Шин. Он говорит, что боевая подготовка Эндрю/Тедди в сочетании с его историей насилия делает его чрезвычайно опасным пациентом, как для персонала, так и для других пациентов. После растущего давления со стороны наблюдательного совета доктору Коули и Чаку/Шину было разрешено провести экспериментальное лечение, что позволило ему жить своей сложной фантазией в надежде, что это позволит ему столкнуться с реальностью, альтернативой для него была бы лоботомия. Тедди/Эндрю по-прежнему отказывается признать правду, несмотря на представленные доказательства, и его отвели в камеру в палате C. После препаратов ему снятся месяцы, предшествующие смерти его семьи. Из-за своего упрямства и алкоголизма он не смог осознать масштабы психической нестабильности Долорес, несмотря на предупреждения окружающих его людей, включая его детей. Однажды он забыл должным образом сохранить лауданум, предназначенный для её лечения, прежде чем уехать на две недели. Вернувшись, он обнаружил, что Долорес утопила их детей под воздействием лекарств.
Когда он просыпается, он признаёт правду об убийстве своей жены за убийство их детей, и что всё так, как говорят Коули и Шин.
Позже Шин подходит к Эндрю, чтобы убедиться, что тот не вернулся к своему заблуждению. Несмотря на то, что Эндрю в реальном мире, он разговаривает с Шином, будто тот Чак, и настаивает на том, что им нужно покинуть остров, оставляя неоднозначным, действительно ли у него произошла регрессия, либо он намеренно хочет пройти лоботомию, не имея возможности жить с чувством вины, связанным с потерей своей семьи.

## Экранизации

### Фильм
По роману вышел фильм режиссёра Мартином Скорсезе по сценарию Лаэтой Калогридис и, в главных ролях Леонардо Ди Каприо, Марк Руффало, Бен Кингсли и Макс фон Сюдов.
Первоначально фильм должен был быть выпущен 2 октября 2009 года компанией Paramount Pictures в США и Канаде. Paramount позже объявила, что собирается перенести дату выхода на 19 февраля 2010 года; отчёты приписывают отпор Paramount к тому, что у Paramount не было «финансирования в 2009 году, чтобы потратить от 50 до 60 миллионов долларов, необходимых для продвижения такого большого фильма, как этот», невозможность Ди Каприо для продвижения фильма на международном уровне, и надежда Paramount на то, что экономика может восстановиться достаточно к февралю 2010 года, чтобы фильм, ориентированный на взрослую аудиторию, был более жизнеспособным в финансовом отношении.
По оценкам студии, фильм занял первое место в прокате заработав 41 миллионом долларов. По состоянию на 2019 год, это остаётся самыми высокими кассовыми сборами Скорсезе. Фильм остался на первом месте во второй уик-энд, заработав 22,2 миллионов долларов. Фильм заработал 128 012 934 долларов в Северной Америке и 166 790 080 долларов на зарубежных рынках, в общей сложности 294 803 014 долларов, став самым кассовым фильмом Скорсезе в мире до выхода фильма  «Волк с Уолл-стрит».

### Аудиокнига
Аудиокнигу от HarperCollins зачитывает Дэвид Стрэтэйрн.
Версию романа Audible Audio Edition зачитывает Том Штехшульте.

### Графический роман
Роман также был переработан в графический роман, опубликованный William Morrow, художником выступил Кристиан де Меттер (ISBN 0-06-196857-9).

## Внешние ссылки
- Интервью с Деннисом Лихейном о графическом романе